# Церква Покрови Пресвятої Богородиці (Червень)
Церква Покрови Пресвятої Богородиці в Червні — парафія і храм греко-католицької громади Підгаєцького деканату Бучацької єпархії Української греко-католицької церкви в селі Червень Тернопільського району Тернопільської области.

## Історія церкви
Парафію було утворено у 2001 році. У тому ж році за кошти парафіян збудували та освятили капличку. Освячення провів о. Микола Мидляк із благословення владики Бучацької єпархії Іринея Білика.
Головою парафіяльної ради є священник. У селі також проживає близько 70 віруючих Церкви ХВЄ.

## Парохи
- о. Михайло Коваль (2001—2011),
- о. Віктор Максимець (з 2011).